# Fernando Pimenta
Fernando Ismael Fernandes Pimenta (ur. 13 sierpnia 1989 w Ponte de Lima) – portugalski kajakarz, dwukrotny medalista olimpijski, trzykrotny mistrz świata i pięciokrotny Europy, czterokrotny srebrny medalista igrzysk europejskich, dwukrotny mistrz uniwersjady.

## Igrzyska olimpijskie
Na igrzyskach zadebiutował podczas igrzysk olimpijskich w Londynie. Razem z Emanuelem Silvą zdobył srebrny medal w dwójce na 1000 metrów, przegrywając z Węgrami o 0,053 sekundy. Na trzecim miejscu rywalizację skończyli Niemcy. Był to zarazem jedyny medal reprezentacji Portugalii na tych zawodach. Początkowo byli zgłoszeni również na dystans 200 metrów, jednak nie zdecydowali się w nim wystąpić. Był chorążym reprezentacji podczas ceremonii zamknięcia.
Na następnych igrzyskach olimpijskich w Rio de Janeiro w rywalizacji jedynek na 1000 metrów zajął w finale A piąte miejsce, tracąc do podium niecałe dwie sekundy. Na tych samych igrzyskach rywalizował także w konkurencji czwórek na dystansie 1000 m. Razem z Emanuelem Silvą, João Ribeiro oraz Davidem Fernandesem zajęli 6. pozycję, do brązowego medalu tracąc ponad dwie sekundy.
Na letnich igrzyskach olimpijskich rozgrywanych w Tokio wystartował w konkurencji jedynek na dystansie 1000 m. Fazę eliminacyjną zakończył na 1. pozycji z rezultatem 3:40,323, fazę półfinałową również na 1. pozycji z rezultatem 3:22,942 a w finale uzyskał rezultat czasowy 3:22,478 i otrzymał brązowy medal.
W 2012 roku otrzymał Złoty Glob za najlepszego sportowca w Portugalii razem z Emanuelem Silvą.

## Odznaczenia
- Wielki Oficer Orderu Infanta Henryka – 2015